# ホランド (潜水艦)
|          |                                                |
| 艦歴     |                                                |
| 発注     |                                                |
| 起工     | 1896年11月                                     |
| 進水     | 1897年5月17日                                  |
| 就役     | 1900年10月12日                                 |
| 退役     | 1910年11月21日                                 |
| その後   | スクラップとして売却                           |
| 除籍     | 1910年11月21日                                 |
| 性能諸元 |                                                |
| 排水量   | 64 トン                                        |
| 全長     | 53 ft 10 in（19 m）                            |
| 全幅     | 10 ft 3 in（3 m）                              |
| 吃水     | 8 ft 6 in（3 m）                               |
| 機関     |                                                |
| 最大速   | 5ノット（9 km/h）                              |
| 乗員     | 7名                                            |
| 兵装     | 18インチ魚雷発射管1門 8インチダイナマイト砲1門 |

ホランド（USS Holland, SS-1）は、アメリカ海軍で最初に就役した潜水艦。艦名は艦の発明者、ジョン・フィリップ・ホランドに因んで命名された。

## 艦歴
ホランドは当初「ホランド VI」（Holland VI）の艦名で1897年5月17日にニュージャージー州エリザベスのクレセント造船所で起工した。作業はジョン・ホランドの会社（後にホランド魚雷艇社（Holland Torpedo Boat Company）として知られる）のためルイス・ニクソン造船所で行われた。艦は設計者のホランドと、クレセント造船所の主任技師、アーサー・レオポルド・ブッシュの監督の下建造された。ホランド VIは同級で最初に成功した艦であると考えられ、その成功はエレクトリック・ボート社の創設につながった。
艦は続く数年にわたって改良が行われ、1900年10月12日に艦長ハリー・H・コールドウェル中尉の指揮下ロードアイランド州ニューポートでアメリカ海軍に就役、ホランド（USS Holland, SS-1）と改名された
ホランドはアメリカ海軍で最初に就役した潜水艦で、最初の艦番号を持つ艦であるが、海軍によって所有された3番目の潜水艦である。最初に所有された潜水艦はアリゲーターであり、2隻目はインテリジェント・ホエールである。
1900年10月16日にホランドはタグボートのレイデンに曳航されてニューポートを出航し、メリーランド州アナポリスのアメリカ海軍兵学校で士官候補生や、艦隊のために建造されている他の潜水艦を運用する下士官兵の訓練を行う。
ホランドは建造、あるいは設計中の潜水艦のデータを収集する実験に有用であることが証明された。ホランドは1901年1月8日から10日にかけてアナポリスからバージニア州ノーフォークまで水上航行を行い、長時間の運用におけるパフォーマンスに関するデータを提供した。
1901年6月15日から10月1日までニューポートの海軍水雷ステーションで士官候補生の訓練に使用された期間を除いて、ホランドは1905年7月17日までアナポリスで訓練に使用された。
ホランドはノーフォークでその経歴を終え、1910年11月21日に除籍された。ホランドはペンシルベニア州フィラデルフィアのヘンリー・A・ヒンター・アンド・サンズ社にスクラップとして100ドルで1913年6月18日に売却された。同社は艦が解体され船として使用されないことを保証するため5,000ドルの契約を要求された。

## ギャラリー

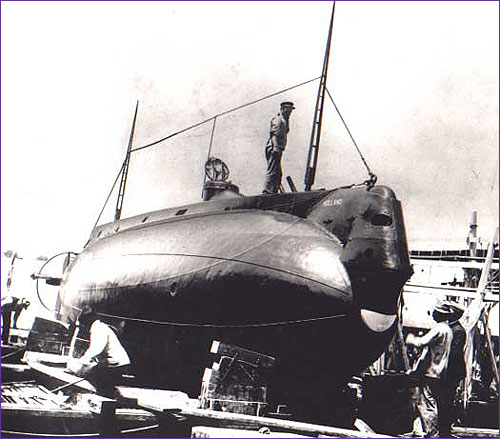
乾ドック入渠中のホランド
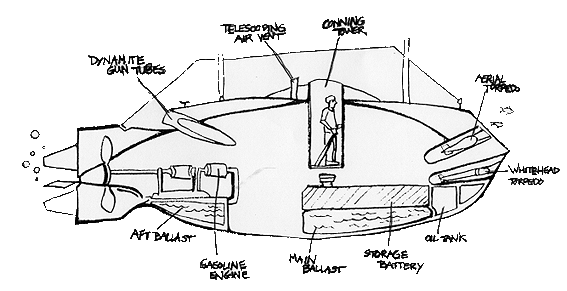
ラフスケッチ
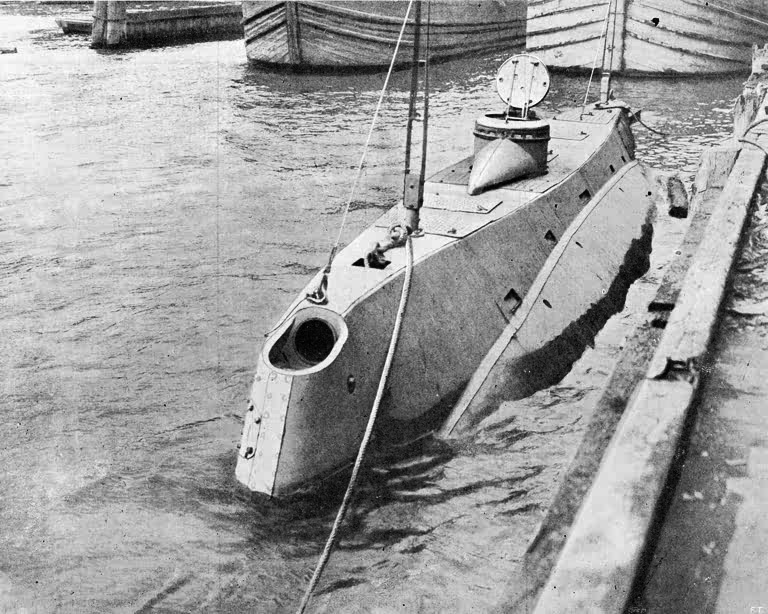
『サイエンティフィック・アメリカン』誌より（1898年）